# 昆奇内托
昆奇内托（義大利語：Quincinetto），是意大利都灵省的一个市镇。总面积17.79平方公里，人口1075人，人口密度60.4人/平方公里（2009年）。ISTAT代码为001210。

## 友好城市
- 法國Marnaz